# Stéphane Tanguy
Stéphane Tanguy est un footballeur français né le 31 janvier 1975 à Brest (Finistère). 
Évoluant généralement au poste de milieu de terrain, il compte 141 matchs de deuxième division et 3 matchs de première division du championnat de France à son actif.

## Biographie
Né à Brest, il est formé au Stade brestois, avec son plus jeune frère Arnaud, né le 21 janvier 1976, un milieu de terrain gaucher plus offensif que lui. 
Après avoir découvert le championnat National avec leur club formateur, les deux frères âgés de 19 et 20 ans sont recrutés en 1995 par le SM Caen, relégué en D2. Ils ne jouent quasiment pas en équipe première la première saison (1 seul match pour Stéphane, aucun pour Arnaud), conclue par un titre et un retour dans l'élite. Lors de la saison 1996-1997, ils disputent respectivement trois et six matchs, et l'équipe normande est finalement reléguée. Stéphane Tanguy joue son premier match en Division 1 le 4 mai 1997, lors d'un déplacement sur le terrain de l'AS Monaco (2-2). Entre 1997 et 2000, Stéphane devient finalement titulaire, comme milieu de terrain axial ou en défense, tandis qu'Arnaud, considéré comme plus prometteur, ne dispute 19 matchs en trois saisons (pour un but). Par ailleurs les deux frères poursuivent leurs études et sont membres de l'équipe de France universitaire,.
En 2000, Arnaud part au RC France, en National, où il arrête sa carrière après une seule saison. L'année suivante, c'est au tour de Stéphane, qui rejoint CS Louhans-Cuiseaux, également en National. En 2002-2003, Stéphane Tanguy réalise une nouvelle saison pleine en D2 sous les couleurs de l'ES Wasquehal, mais l'équipe est reléguée. Il termine sa carrière à l'AS Cherbourg, en National de 2004 à 2008, puis en CFA. Il arrête sa carrière sur blessure en 2011.

## Carrière
| Saison    | Club                | Pays   | Division | Matchs (buts) |
| --------- | ------------------- | ------ | -------- | ------------- |
| 1993-1994 | Stade brestois      | France | National | 4 (0)         |
| 1994-1995 | Stade brestois      | France | National | 28 (2)        |
| 1995-1996 | SM Caen             | France | D2       | 1 (0)         |
| 1996-1997 | SM Caen             | France | D1       | 3 (0)         |
| 1997-1998 | SM Caen             | France | D2       | 27 (0)        |
| 1998-1999 | SM Caen             | France | D2       | 24 (1)        |
| 1999-2000 | SM Caen             | France | D2       | 38 (0)        |
| 2000-2001 | SM Caen             | France | D2       | 17 (0)        |
| 2001-2002 | CS Louhans-Cuiseaux | France | National | 36 (4)        |
| 2002-2003 | ES Wasquehal        | France | Ligue 2  | 34 (0)        |
| 2003-2004 | ES Wasquehal        | France | National | 29 (1)        |
| 2004-2005 | AS Cherbourg        | France | National | 35 (2)        |
| 2005-2006 | AS Cherbourg        | France | National | 35 (0)        |
| 2006-2007 | AS Cherbourg        | France | National | 32 (0)        |
| 2007-2008 | AS Cherbourg        | France | National | 16 (0)        |
| 2008-2009 | AS Cherbourg        | France | National | 35 (1)        |
| 2009-2010 | AS Cherbourg        | France | CFA      | 23 (0)        |
| 2010-2011 | AS Cherbourg        | France | CFA      | 6 (0)         |